# D.C. Divas

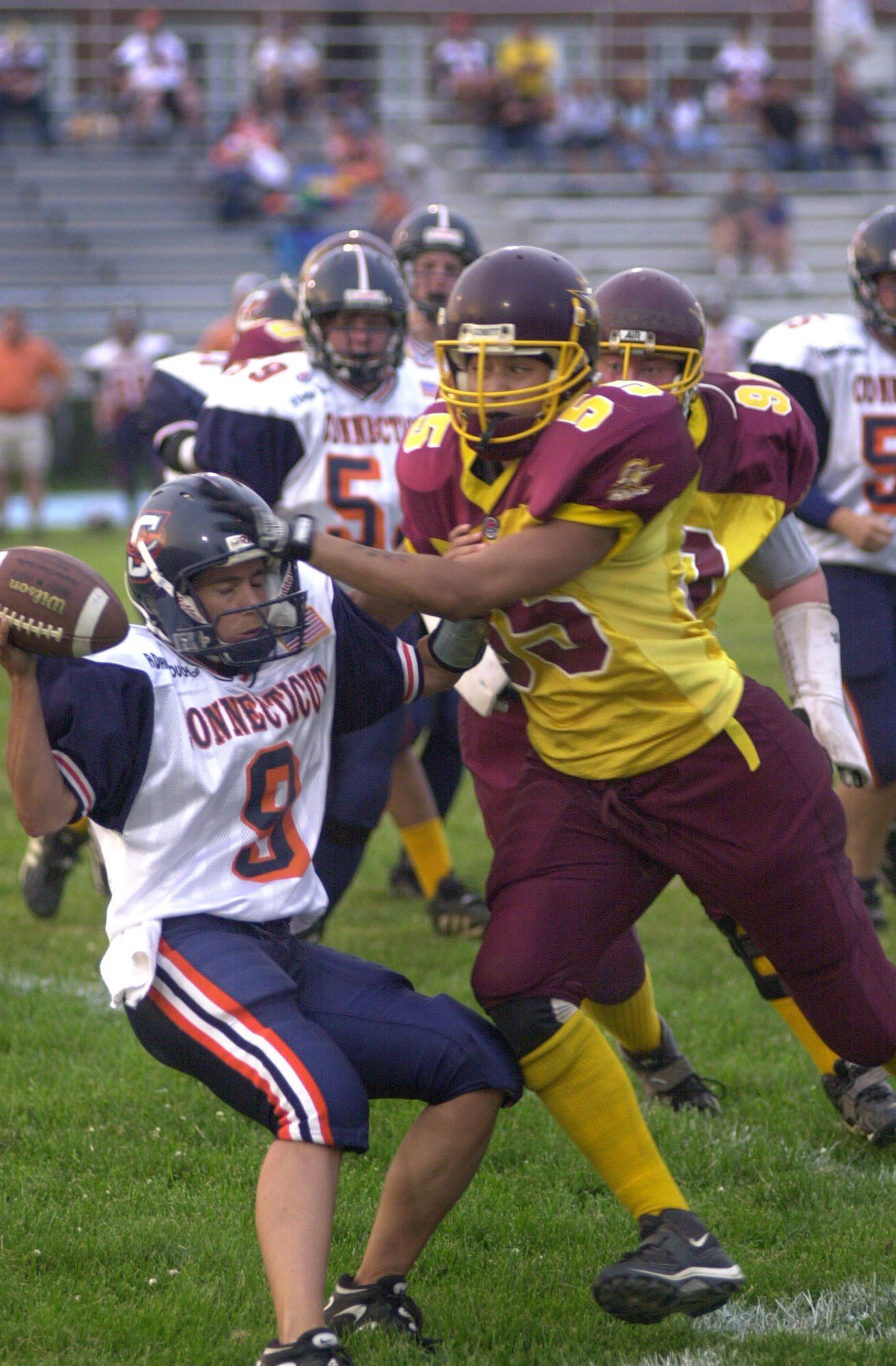
Match entre les D.C. Divas et le Crush du Connecticut en 2003.

Les D.C. Divas sont un club féminin de football américain basé dans la région métropolitaine de Washington et plus précisément à Springfield en Virginie. Elles y disputent leurs matchs à domicile au « St. James Sports Complex ».
Auparavant, les Divas avaient joué au « Eastern High School » de Washington DC, au « Largo High School » de Largo dans le Maryland, au « Prince George's Sports and Learning Complex » de Landover dans le Maryland (où est située le FedEx Field, stade de la Washington Football Team de la NFL) et au « John R. Lewis High School » (aussi connu sous le nom de « Lee High School ») à Springfield en Virginie.
Les Divas évoluent depuis 2011 au sein de la Women's Football Alliance (en) (WFA). Elles y ont remporté  6 titres de division (2011, 2012, 2013, 2014, 2015, 2016) et deux titres de championnes (2015 et 2016).
Auparavant, elles ont été une des dix équipes membres de la National Women's Football Association (en) (NWFA) lors de sa création en 2000, Elles y ont remporté 4 titres de division (2003, 2004, 2005, 2006) ainsi que le championnat en 2006. Elle rejoignent en 2007 l'Independent Women's Football League (en) (IWFL) où elles remportent trois titres de division.